# Andrzej Wyczański
Andrzej Wojciech Wyczański (ur. 13 kwietnia 1924 w Warszawie, zm. 22 marca 2008 tamże) – polski historyk, profesor Instytutu Historii PAN i Uniwersytetu w Białymstoku, członek PAN.

## Życiorys
Syn Jerzego i Ludwiki z Bobrownickich. Ukończył szkołę powszechną. Następnie kontynuował naukę w I Państwowym Gimnazjum i Liceum im. Stefana Batorego w Warszawie, od 1937 w Gimnazjum im. Stanisława Staszica w Sosnowcu. Maturę zdał w 1942 na tajnych kompletach w I Państwowym Gimnazjum i Liceum im. Stefana Batorego. Uczestnik powstania warszawskiego. Studiował na Tajnym Uniwersytecie Warszawskim i Uniwersytecie Jagiellońskim, gdzie pod kierunkiem Romana Grodeckiego uzyskał magisterium w 1946. Doktorat pt. Francja wobec państw jagiellońskich w latach 1515–1529 obronił na UW w 1949 (promotor Tadeusz Manteuffel). Od 1953 zatrudniony w Instytucie Historii PAN, gdzie w 1958 uzyskał habilitację. W latach 1949–1959 założyciel i kierownik Stacji Mikrofilmowej Biblioteki Narodowej. W 1963 został profesorem nadzwyczajnym, a tytuł profesora zwyczajnego otrzymał w 1971. Począwszy od 1974 pracował też w Instytucie Historii filii Uniwersytetu Warszawskiego w Białymstoku oraz na Uniwersytecie w Białymstoku, w latach 1983–1996 wykładał w Instytucie Historii Uniwersytetu Śląskiego w Katowicach. W 1983 został członkiem PAN, w latach 1993–1996 Wiceprezes i Sekretarz Naukowy PAN. 
1 czerwca 1999 roku odbyło się uroczyste wręczenie dyplomu Doktora Honoris Causa Uniwersytetu w Białymstoku. 
Zmarł w Warszawie. Pochowany na cmentarzu Stare Powązki (kwatera 85-6-19).

## Profil badań naukowych

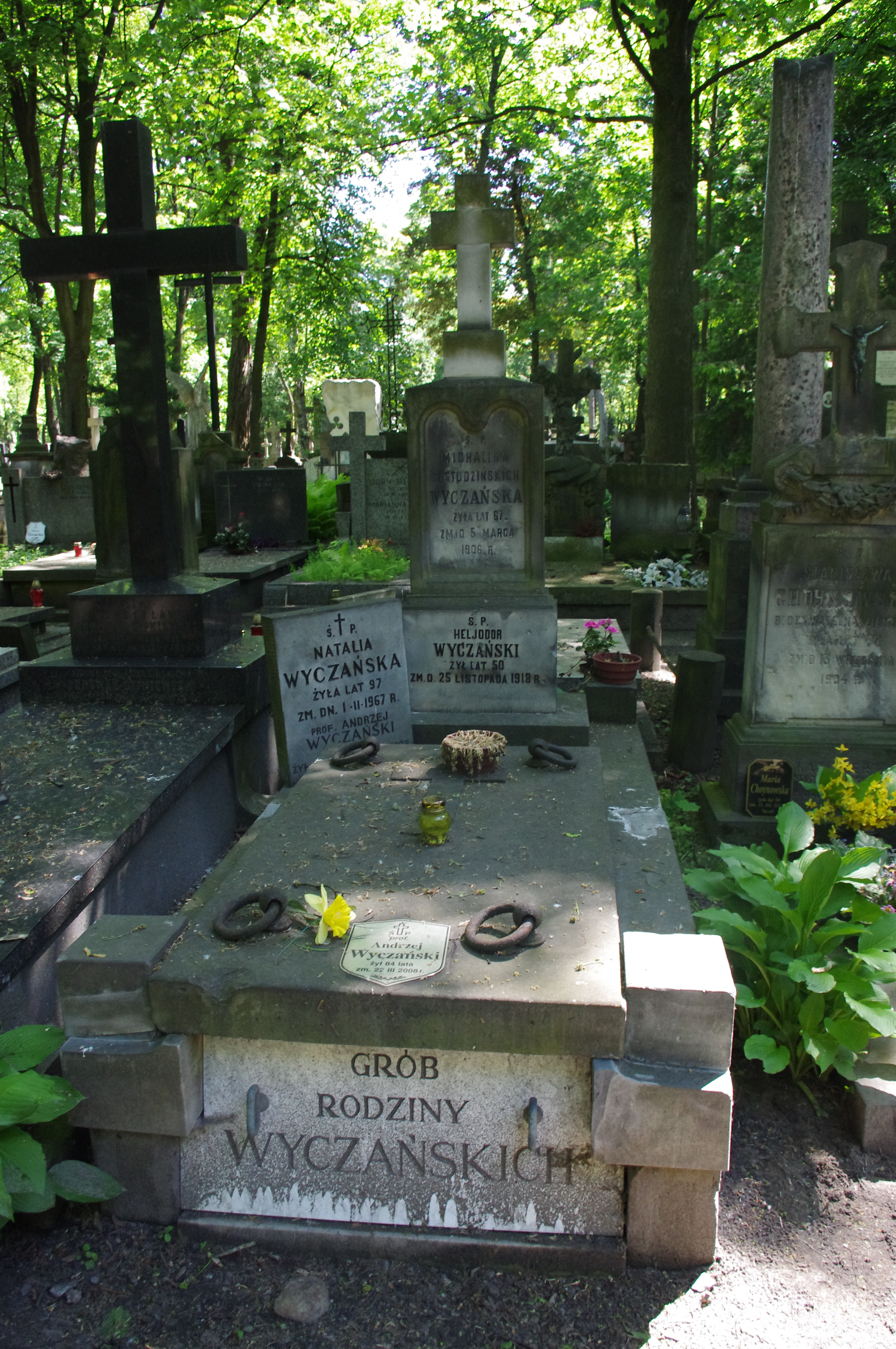
Grób historyka Andrzeja Wyczańskiego na cmentarzu Stare Powązki w Warszawie

W swoich badaniach koncentrował się na historii gospodarczej i społecznej Polski w XVI wieku. Jego najważniejsze prace dotyczyły funkcjonowania gospodarki folwarcznej, konsumpcji żywności oraz struktury społeczeństwa staropolskiego. Nawiązywał w nich do osiągnięć francuskiej szkoły Annales, z którą był związany od lat 50. 

## Uczniowie
Do grona jego uczniów zaliczają się: Alina Czapiuk, Piotr Guzowski, Anna Kamler, Cezary Kuklo, Igor Kąkolewski, Anna Sucheni-Grabowska.

## Najważniejsze prace
- Francja wobec państw jagiellońskich w latach 1515–1529, 1954,
- Studia nad folwarkiem szlacheckim w Polsce w latach 1500–1580, 1960,
- Studia nad gospodarką starostwa korczyńskiego 1500–1660, 1964,
- Polska Rzeczpospolitą szlachecką, 1965,
- Studia nad konsumpcją żywności w Polsce, 1969,
- Wieś polskiego odrodzenia, 1969,
- Polska w Europie XVI stulecia, tom 253 serii wydawniczej Omega, 1973,
- Uwarstwienie społeczne w Polsce XVI wieku, 1977,
- Dogonić Europę, 1987,
- Między kulturą a polityką. Sekretarze Zygmunta Starego 1506–1548, 1992,
- Szlachta polska XVI wieku, 2001,
- Wschód i zachód Europy w początkach doby nowożytnej, 2003,
- Historia powszechna: wiek XVI, wiele wydań.
- Historia Powszechna: koniec XV w. - połowa XVII w., Warszawa, 1965.

## Odznaczenia[5]
- Krzyż Komandorski Orderu Odrodzenia Polski (2002),
- Krzyż Oficerski Orderu Odrodzenia Polski (1976),
- Krzyż Kawalerski Orderu Odrodzenia Polski (1967),
- Złoty Krzyż Zasługi (1956),
- Krzyż Armii Krajowej,
- Warszawski Krzyż Powstańczy,
- Krzyż Partyzancki,
- Złota odznaka honorowa „Za Zasługi dla Warszawy” (1966)[6]